# Pundaluoya ernesti
Pundaluoya ernesti är en insektsart som först beskrevs av Kirby 1891.  Pundaluoya ernesti ingår i släktet Pundaluoya och familjen sporrstritar. Inga underarter finns listade i Catalogue of Life.